# Karl Heinz Peifer
Karl Heinz Peifer (* 30. August 1937; † 23. Juni 2025) war ein deutscher Jurist. Er war von 1996 bis 2002 Vizepräsident des Bundesarbeitsgerichtes.

## Leben
Nachdem Peifer 1957 sein Abitur abgelegt hatte, studierte er bis 1961 an den Universitäten Würzburg, Bonn und Mainz Rechtswissenschaften. 1965 legte er nach der Ableistung des Referendariats im Bezirk des Oberlandesgerichts Koblenz sein Zweites Staatsexamen ab. 1965 erlangte er in Bonn auch die Doktorwürde mit einer Dissertation zum Thema „Die Rechtskraft der Einstellungsbeschlüsse nach den §§ 153 ff. StPO“.
1966 bis Anfang 1967 war er im Bezirk des Landgerichts Koblenz als Richter und Staatsanwalt tätig, bevor er im Justizministerium des Landes Rheinland-Pfalz bis 1979 beschäftigt war. Er war dort unter anderem mehrere Jahre Referent für öffentliches Dienst- und Tarifrecht. Er war dort zuletzt Ministerialrat. Nebenamtlich war er hierbei seit 1976 als Vertreter des öffentlichen Interesses an Verwaltungsgerichten in Rheinland-Pfalz und am Oberverwaltungsgericht Rheinland-Pfalz tätig.
1979 wurde Peifer vorsitzender Richter am Landesarbeitsgericht Rheinland-Pfalz und am 28. Juni 1984 Richter am Bundesarbeitsgericht. Zunächst gehörte er dem Dritten Senat, ab 1986 dem Achten Senat des Bundesarbeitsgerichtes an. Beim Achten Senat war er vor allem mit Fragen des Haftungs- und Urlaubsrechts befasst. 1991 wurde Peifer dann Vorsitzender des Sechsten Senats. Am Sechsten Senat hatte er maßgeblichen Einfluss auf die höchstrichterliche Rechtsprechung zum öffentlichen Dienstrecht, insbesondere zu den unterschiedlichen Tarifbedingungen im ehemaligen Gebiet der DDR und dem alten Gebiet der Bundesrepublik Deutschland. 1996 wurde er dann Vizepräsident des Gerichtes, bis er 2002 aus dem Dienst ausschied.
Neben seiner Tätigkeit am Bundesarbeitsgericht lehrte er an der Universität Mainz Arbeitsrecht.